# Timonius bismarckensis
Timonius bismarckensis är en måreväxtart som beskrevs av Steven P. Darwin. Timonius bismarckensis ingår i släktet Timonius och familjen måreväxter. Inga underarter finns listade i Catalogue of Life.